# Peruviaanse Nationalistische Partij
De Peruaanse Nationalistische Partij (Spaans: Partido Nacionalista Peruano) is een politieke partij in Peru. De ideologie van de partij wordt algemeen beschouwd als nationalisme met sterke banden met de Etnocaceristische Beweging.
In 2010 vormde PNP de alliantie Peru Wint ("Gana Perú") om deel te nemen in de verkiezingen van 2011.
De partij omschrijft zelf hun ideologie als anti-imperialistisch, democratisch republikanisme, "Andes-Amazone socialisme" en Latijnsamerikanisme.